# 保永貞夫
保永 貞夫（やすなが さだお、1919年 - 1998年）は、日本の児童文学者、翻訳家。

## 略歴
東京生まれ。佐藤一英、那須辰造に師事し、詩・国文学・児童文学などを学び、アテネフランセに学ぶ。児童向け伝記、外国文学の再話を多く執筆した。

## 著書
- 『ツタンカーメンのなぞ』（岩崎書店） 1968
- 『ホー・チ・ミン』（潮出版社、ポケット偉人伝） 1970
- 『カーネギー』（潮出版社、ポケット偉人伝） 1971
- 『七人の日本人漂流民 日本語訳聖書の誕生』（小峰書店、少年少女ノンフィクション） 1971
- 『フロイト』（潮出版社、ポケット偉人伝） 1971
- 『ロマン・ロラン』（潮出版社、ポケット偉人伝） 1971
- 『勝海舟』（少年少女講談社文庫） 1973、のち火の鳥伝記文庫
- 『野口英世』（講談社） 1977
- 『マルコ=ポーロ』（少年少女講談社文庫） 1979、のち火の鳥伝記文庫
- 『宮沢賢治』（講談社） 1980
- 『コロンブス 新世界発見の大航海者』（講談社、火の鳥伝記文庫） 1981
- 『聖徳太子 日本に文化の灯をともした』（講談社、火の鳥伝記文庫） 1981
- 『新渡戸稲造 太平洋のかけ橋』（講談社、火の鳥伝記文庫） 1984
- 『南方熊楠 自然保護のさきがけ』（講談社、火の鳥伝記文庫） 1993
- 『クレオパトラ エジプトさいごの女王』（講談社、火の鳥伝記文庫） 1994
- 『ヤマトタケル ヤマトの伝承英雄』（講談社、火の鳥伝記文庫） 1995
- 『始皇帝 中国を統一した秦の皇帝』（講談社、火の鳥伝記文庫） 1996

### 共著
- 『戦国の武将おもしろ人物事典』（小林隆共著、講談社KK文庫） 1991

## 翻訳
- 『地底の探検』（ジュール・ヴェルヌ、学習研究社、少年少女ベルヌ科学名作全集） 1964
- 『ノーチラス号北極潜航記』（ウィリアム・アンダーソン、偕成社、少年少女世界のノンフィクション） 1965
- 『ロビンソン漂流記』（ダニエル・デフォー、講談社） 1965
- 『インカ帝国のなぞ』（プレスコット、講談社、少年少女世界の名著） 1966
- 『ジャン・クリストフ』（ロマン・ロラン、岩崎書店、ジュニア版世界の文学） 1967
- 『八人のいとこ』（ルイザ・メイ・オルコット、講談社） 1967
- 『中央アジア探検記』（スヴェン・ヘディン、講談社、世界の名作図書館） 1969
- 『怪盗ルパン 奇岩城』（モーリス・ルブラン、文研出版） 1971
- 『怪談 ほか』（小泉八雲ほか、少年少女講談社文庫） 1972、のち青い鳥文庫
- 『中国おばけ物語 中国の怪奇名作』（偕成社、世界の怪奇名作） 1972
- 『悪魔のダイヤ』（アーサー・コナン・ドイル、小学館、名探偵ホームズ全集） 1973
- 『宇宙船ビーグル号』（ヴァン・ヴォークト、集英社、母と子の名作童話） 1973
- 『監獄のルパン』（ルブラン、集英社、怪盗ルパン） 1973
- 『へび女ののろい』（上田秋成等、講談社） 1973
- 『幻のスパイ』（アーサー・コナン・ドイル、小学館、名探偵ホームズ全集） 1973
- 『怪盗紳士ルパン』（ルブラン、あかね書房） 1974
- 『決闘! ルパン対ホームズ』（ルブラン、あかね書房） 1974
- 『なぞの予告電話』（クリストファー・ブッシュ、岩崎書店、世界の名探偵物語） 1975
- 『モンテ・クリスト伯』（アレクサンドル・デュマ、集英社、ジュニア版世界の文学） 1975
- 『青い鳥』（メーテルリンク、講談社、青い鳥文庫） 1993